# Eurydike (Gattin des Aeneas)
Eurydike (altgriechisch Εὐρυδίκη Eurydíkē) war eine Frauengestalt der griechischen Mythologie.
Laut den nur fragmentarisch erhaltenen Kyprien, die einen Teil des Epischen Zyklus darstellen, war Eurydike die Gattin des Aeneas, die sonst Krëusa genannt wird.